# Saint-Mathieu-de-Tréviers
Saint-Mathieu-de-Tréviers è un comune francese di 4 764 abitanti situato nel dipartimento dell'Hérault nella regione dell'Occitania.

## Società

### Evoluzione demografica
Abitanti censiti